# Songs of Faith and Devotion
Songs of Faith and Devotion je osmi studijski album grupe Depeche Mode. Snimljen je i izdan 1993. godine.

## O albumu
Songs of Faith and Devotion  je osmi studijski album grupe Depeche Mode, a izdan je u ožujku 1993. godine. Album donosi velike promjene u zvuku sastava koji koristi više organskih instrumenata nego ikada prije. Album je stvaran u teškim uvjetima zbog tada već teške ovisnosti Davida Gahana o drogama. Ostali članovi sastava također su osjećalo veliki pritisak što se očitovalo na mentalnom zdravlju Andrewa Fletchera, Martin Gore se također odao alkoholu, dok je Alan Wilder ostao jedini funkcionalni član grupe koji je radio na aranžmanima što je naposljetku dovelo do njegovog nezadovoljstva i napuštanja sastava u lipnju 1995. godine. Songs of Faith and Devotion se popeo na #1 u Velikoj Britaniji i Sjedinjenim Državama na njihovim glazbenim ljestvicama. Ovo je zadnji album na kojem sa sastavom svira i Alan Wilder. Kako bi podržali taj album, Depeche Mode je održao veliku Devotional turneju, dotada najveću koja je uključivala približno 160 koncerata diljem svijeta i koja je na kraju zamalo dovela do raspada sastava. Do travnja 2006. godine, Songs of Faith and Devotion prodani su u više od milijun primjeraka u Sjedinjenim Državama.

### 1993. izdanje: Mute / Stumm 106 (UK)
1. "I Feel You"  – 4:35
2. "Walking in My Shoes"  – 5:35
3. "Condemnation"  – 3:20
4. "Mercy in You"  – 4:17
5. "Judas"  – 5:14
6. "In Your Room"  – 6:26
7. "Get Right with Me"  – 3:52
8. "Rush"  – 4:37
9. "One Caress"  – 3:32
10. "Higher Love" – 5:56

### 2006. re-izdanje: Mute / DM CD 8 (CD/SACD + DVD) / CDX STUMM 106 (CD/SACD)
- Disk 1 je hibridni SACD/CD s multikanalnim zapisom.
- Disk 2 je DVD koji sadrži SOFAD u DTS 5.1, Dolby Digital 5.1 i PCM Stereo [48 kHz/24bit] plus bonus pjesme

1. "I Feel You"  – 4:35
2. "Walking in My Shoes"  – 5:35
3. "Condemnation"  – 3:20
4. "Mercy in You"  – 4:17
5. "Judas"  – 5:14
6. "In Your Room"  – 6:26
7. "Get Right with Me"  – 3:32
8. "Rush"  – 4:37
9. "One Caress"  – 3:30
10. "Higher Love"  – 5:56

#### Bonus pjesme (u DTS 5.1, Dolby Digital 5.1, PCM Stereo)
1. "My Joy" – 3:57
2. "Condemnation (Paris Mix)" – 3:21
3. "Death's Door (Jazz Mix)" – 6:38
4. "In Your Room (Zephyr Mix)" – 4:50
5. "I Feel You (Life's Too Short Mix)" – 8:35
6. "Walking In My Shoes (Grungy Gonads Mix)" – 6:24
7. "My Joy (Slowslide Mix)" – 5:11
8. "In Your Room (Apex Mix)" – 6:43

#### Dodatni materijal
- "Depeche Mode 91-94 (We Were Going To Live Together, Record Together And It Was Going To Be Wonderful)" [36 Minutni video]

## Vanjske poveznice
- Službena stranica
- Depeche Mode Hrvatska